# Komlós Ottó
Komlós Ottó (Komlosh Yehuda Otto; Komlosh Yehudah) (Mágocs, 1913. december 1. – 1988. április 24.) magyar szakíró, rabbi. Az arámi bibliafordítások kutatója, oktató A Bar-Ilan Egyetem és a „Jad Vasem”-i magyar zsidóság megemlékezéséért induló vállalkozás egyik igazgatója.

## Életpályája
Komlós Miklós bőrkereskedő és Grünfeld Gizella fiaként született. 1940-ben végzett a budapesti Ferenc József Országos Rabbiképző Intézetben. A budapesti Pázmány Péter Tudományegyetemen doktorált; értekezésének címe A targum Onkelosz aggádikus párhuzamai. 1940–1947 között a Pesti Izraelita Hitközség alkalmazásában állt és tanítással foglalkozott. 1947–1948 között a Székesfehérvári Izraelita Hitközség rabbija volt. 1949–1957 között a budai Bocska úti zsinagóga rabbija volt. 1948–1957 között az Országos Rabbiképző Intézet professzora volt. 1957-ben kivándorolt Izraelbe. Kilenc éven át, 1959–1967 között a Jad Vasem Intézet magyar osztályának vezetője volt. 1974-ben a Bialik-díj zsidóság-tudományi fokozatával tüntették ki A Szentírás a Tárgum megvilágításában című művéért.

## Munkássága
Az izraeli Bar-Ilan Egyetem bibliaprofesszora volt. A Dropsy Egyetemen (ma a Pennsylvaniai Egyetem része) professzorként dolgozott, de főkönyvtárosként is szolgált. Számos cikket publikált a Biblia arámi fordításairól. A zsidókutatással egy időben a magyar zsidóságról is írt. Több száz bejegyzést állított össze a „Közösségek nyilvántartása” Magyarországnak szentelt kötetében.

## Művei
- A targum Onkelosz aggádikus párhuzamai (Budapest, 1939)
- Emlékkönyv Dr. Gershon Hirschler tiszteletére (Études orientales à la mémoire de Paul Hirschler) (szerkesztő; Budapest: Kertész J., 1950)
- A Szentírás a Tárgum megvilágításában (Tel Aviv: Bar-Ilan Egyetem: Dvir, 2013)

## Díjai, elismerései
- Nordau-díj (1964)[4]
- Bialik-díj (1974)

## Fordítás
- Ez a szócikk részben vagy egészben  a(z)   יהודה קומלוש című héber Wikipédia-szócikk ezen változatának fordításán alapul.  Az eredeti cikk szerkesztőit annak laptörténete sorolja fel. Ez a jelzés csupán a megfogalmazás eredetét és a szerzői jogokat jelzi, nem szolgál a cikkben szereplő információk forrásmegjelöléseként.